# Солиман, Салех
Салех Мохамед Солиман (араб. خضر السيد التوني‎, 24 июня 1916 — дата смерти неизвестна) — египетский тяжелоатлет. Серебряный призёр летних Олимпийских игр 1936 года, чемпион Европы 1931 года.

## Биография
Салех Солиман родился 24 июня 1916 года в египетском городе Танта.
В 1931 году завоевал золотую медаль чемпионата Европы в Люксембурге в весовой категории до 60 кг (282,5 кг).
В 1936 году вошёл в состав сборной Египта на летних Олимпийских играх в Берлине. Выступал в весовой категории до 60 кг и завоевал серебряную медаль, подняв в троеборье 305 кг (95 кг в рывке, 125 кг в толчке, 80 кг в жиме) и уступив 12,5 кг победителю Энтони Терлаццо из США. По ходу выступления установил пять олимпийских рекордов (по два в толчке и сумме троеборья, один в рывке).
О дальнейшей жизни данных нет, дата смерти неизвестна.